# کرنر اوپتیکال
کرنر اوپتیکال (انگلیسی: Kerner Optical) شرکت رسانه‌ای آمریکایی است، که در سال ۲۰۰۶ تأسیس شد.